# JinkoSolar
JinkoSolar Holding Co., Ltd. (NYSE: JKS) er en kinesisk fotovoltaikvirksomhed med hovedkvarter i Shanghai. Virksomheden, der blev etableret i 2006, har været børsnoteret på New York Stock Exchange siden 2010. Koncernens datterselskab Jinko Solar Co., Ltd. (SSE: 688223) blev børsnoteret på Shanghai Stock Exchange i 2022. JinkoSolar producerer solceller og solcelleanlæg.